# ネーデルランド・エアクラフトカンパニー
ネーデルランド・エアクラフトカンパニーとは、オランダの航空宇宙企業。

## 概要
1997年に倒産したフォッカー社の資産を受け継ぎ、F100の改良型でアビオニクスを換装してエンジンをP&W1217Gに換装してウイングレットを追加したF130の生産を計画している。当初の社名はFokkerを逆にしたRekkofだったが現社名に変更された。当初の予定ではF130の初飛行は2015年に予定されていたが、実現していない。現在では2020年の初飛行を予定する。